# Stanhopea graveolens
Stanhopea graveolens Klotzsch ex Rchb.f. là một synonym of Stanhopea connata.
Stanhopea inodora Lodd. ex Lindl. là một synonym of Stanhopea ruckeri.
Stanhopea graveolens là một loài lan có mặt từ México to Honduras.

## Hình ảnh

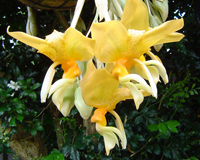
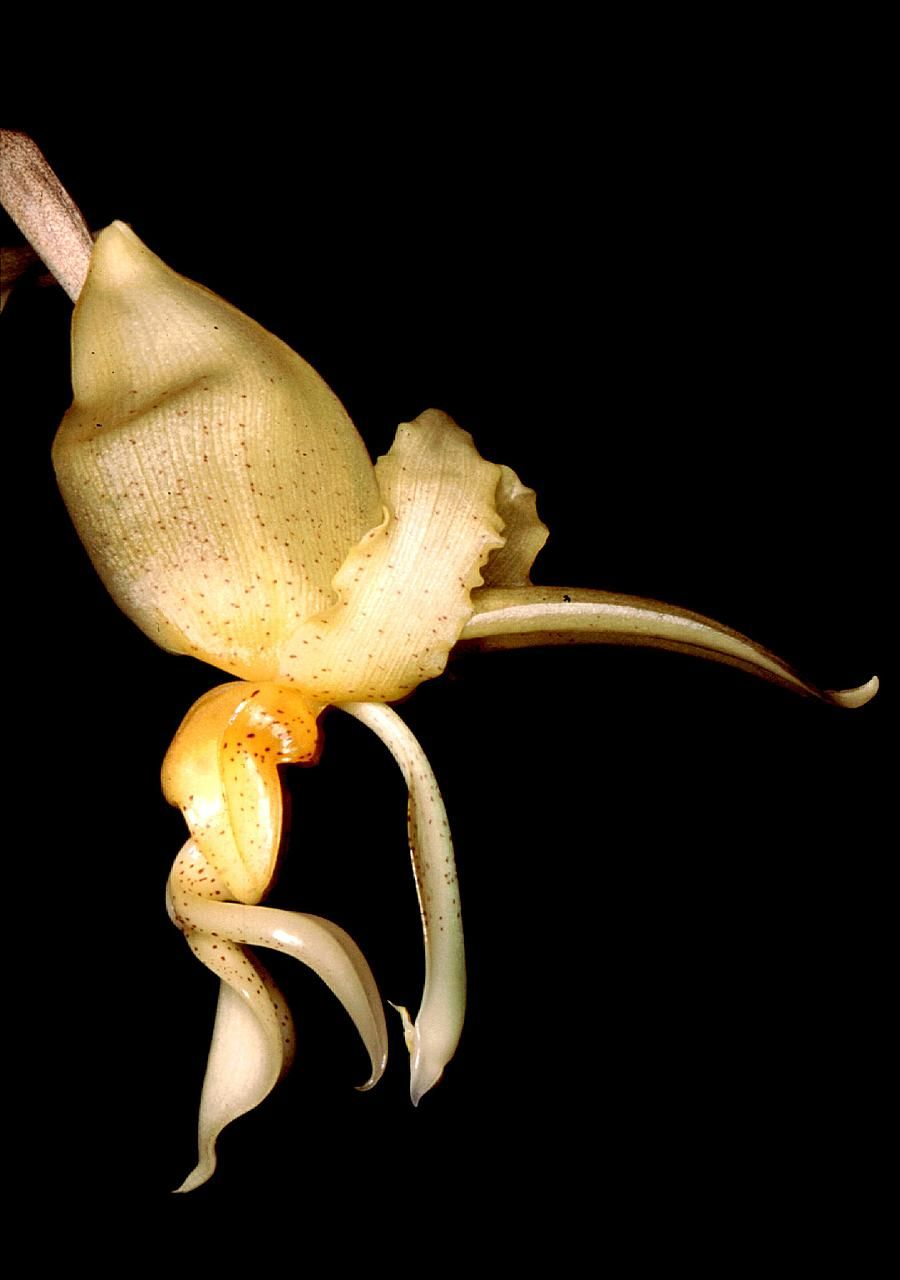
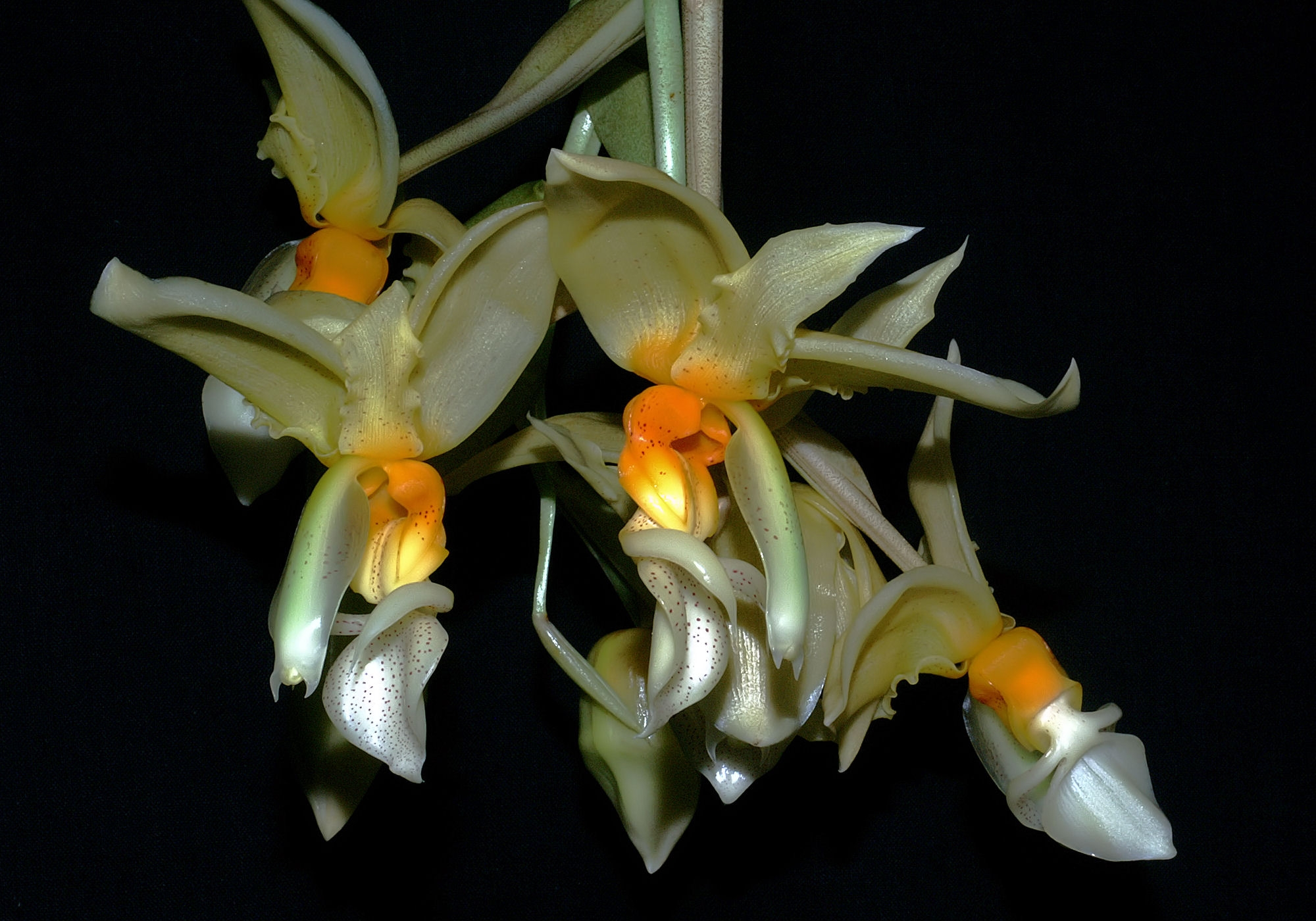
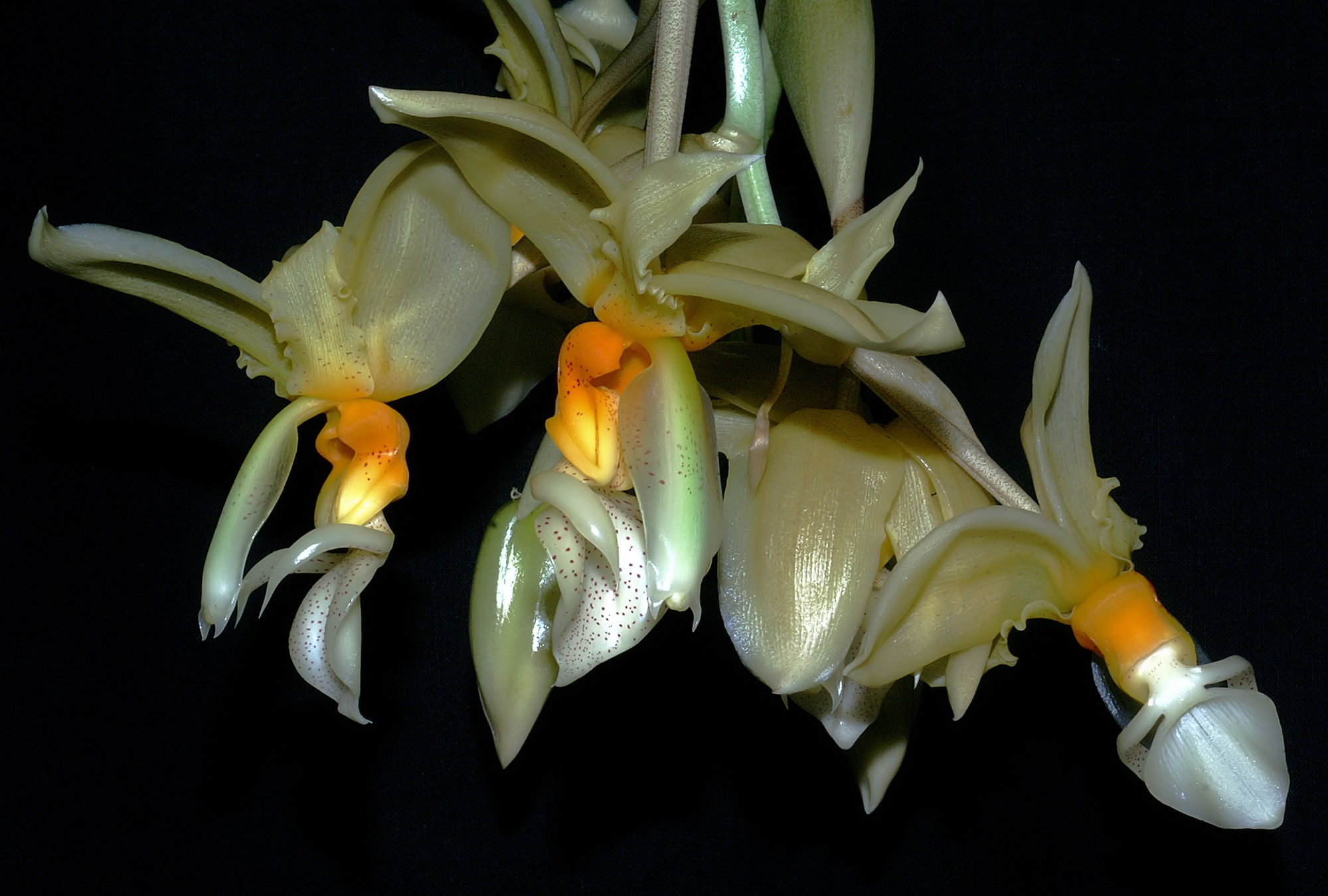